# 33443 Schambeau
33443 Schambeau este o planetă minoră (asteroid), cu un diametru de 5,838 km, din centura de asteroizi. A fost descoperită pe 22 martie 1999 la Stația Anderson Mesa de Lowell Observatory Near-Earth-Object Search. 
Obiectul prezintă o orbită caracterizată de o semiaxă mare de 2,6698862 UAi, o excentricitate de 0,19, o înclinație de 3,23034 ° în raport cu ecliptica.